# Tiny Forest

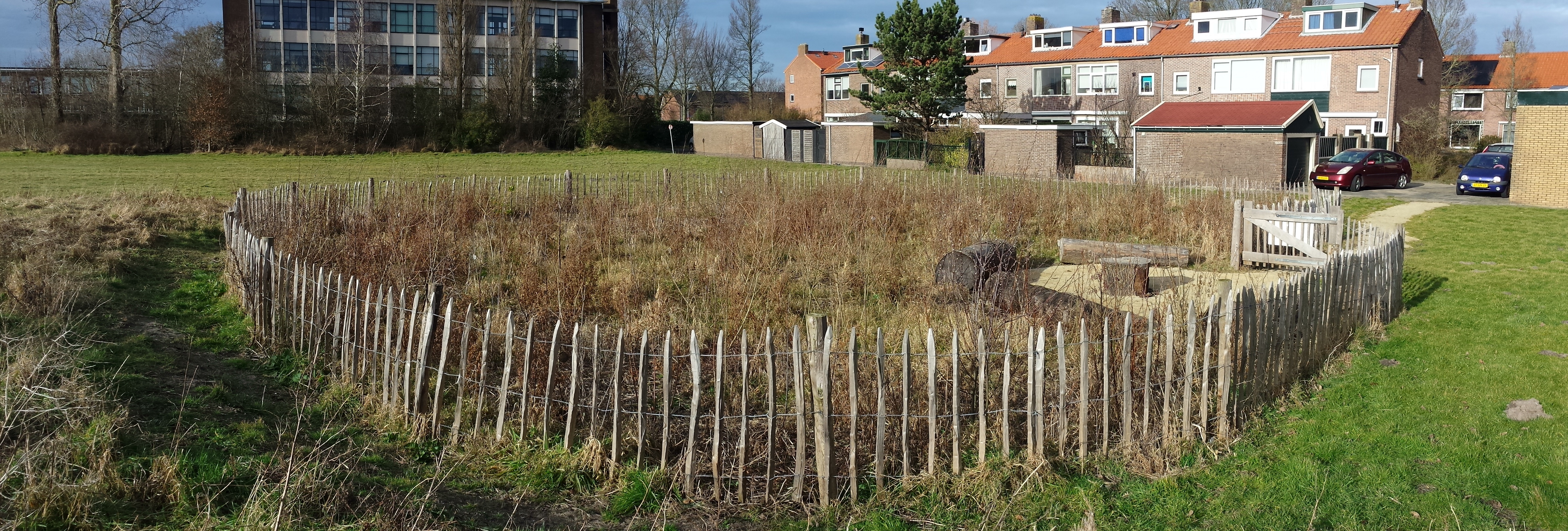
Tiny Forest in Den Helder (Niederlande) ca. 1 Jahr nach der Anpflanzung

Ein Tiny Forest (deutsch: Kleinwald, Mikrowald/Nanowald/Miniwald) ist ein angepflanzter Wald auf einer relativ kleinen Fläche mit einer großen Dichte. Ziel solcher Neuanpflanzungen ist, in urbanen Räumen auf kleinen Flächen möglichst vielfältige, schnell wachsende und sich selbst erhaltende Habitate anzulegen und dadurch eine Verbesserung der Umweltsituation zu erreichen.

## Hintergrund
Tiny Forests gehen auf Forschungen des japanischen Ökologen Akira Miyawaki zurück, der sich bereits in den 1970er Jahren mit der Waldentwicklung und Begrünung von Großstädten beschäftigte. Seine Ideen wurden von dem indischen Öko-Unternehmer Shubhendu Sharma aufgegriffen. Sharma pflanzte als Erster kleine verdichtete Stadtwälder auf degradierten Böden. Charakteristisch ist ihre kleine Grundfläche (mehrere Parkplätze, ein Tennisplatz) und die zunächst dichte Bepflanzung (2–7 Bäume je Quadratmeter). Nach der Stabilisierung sollen durchschnittlich 0,5–2,5 Bäume auf einem Quadratmeter stehen. Durch die hohe Pflanzdichte steigt der Konkurrenzdruck innerhalb des Ökosystems. Eine natürliche Waldgesellschaft soll dadurch statt in 200 Jahren bereits in 25–30 Jahren erreicht werden, weil die Phase der Sträucher, Gräser und Pionierbäume übersprungen wird. Nach ihren Befürwortern sind Tiny Forests eine der effizientesten Aufforstungsmethoden.
Besonderes Potenzial wird ihnen bei der Entsiegelung urbaner Flächen zugesprochen, wo sie zur Kühlung in Hitzephasen, gleichmäßigeren Versickerung im Sinne einer Schwammstadt, dem Lärmschutz und der indirekten Steigerung der öffentlichen Gesundheit durch Ökosystemdienstleistungen beitragen sollen.
Als durchschnittliche Fläche eines Tiny Forests wird ein Wertebereich von 100 bis 2000 Quadratmeter angegeben. Aufgrund der Möglichkeit, Tiny Forests mit Hilfskräften und Freiwilligen innerhalb kurzer Zeit anzulegen, eignet sich der Vorgang auch zur schulischen Umweltbildung und Citizen Science.

## Verbreitung

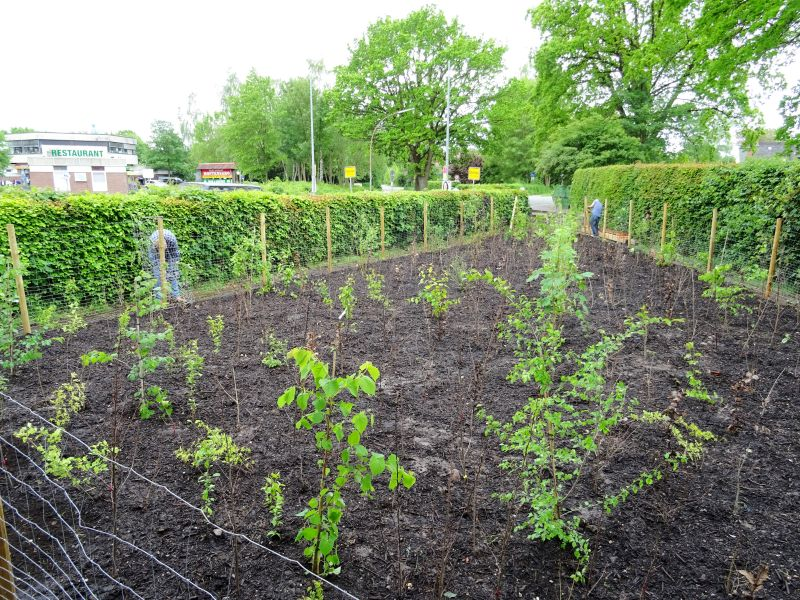
Der erste Tiny Forest Deutschlands in Bönningstedt am Tag der Pflanzung, 2019

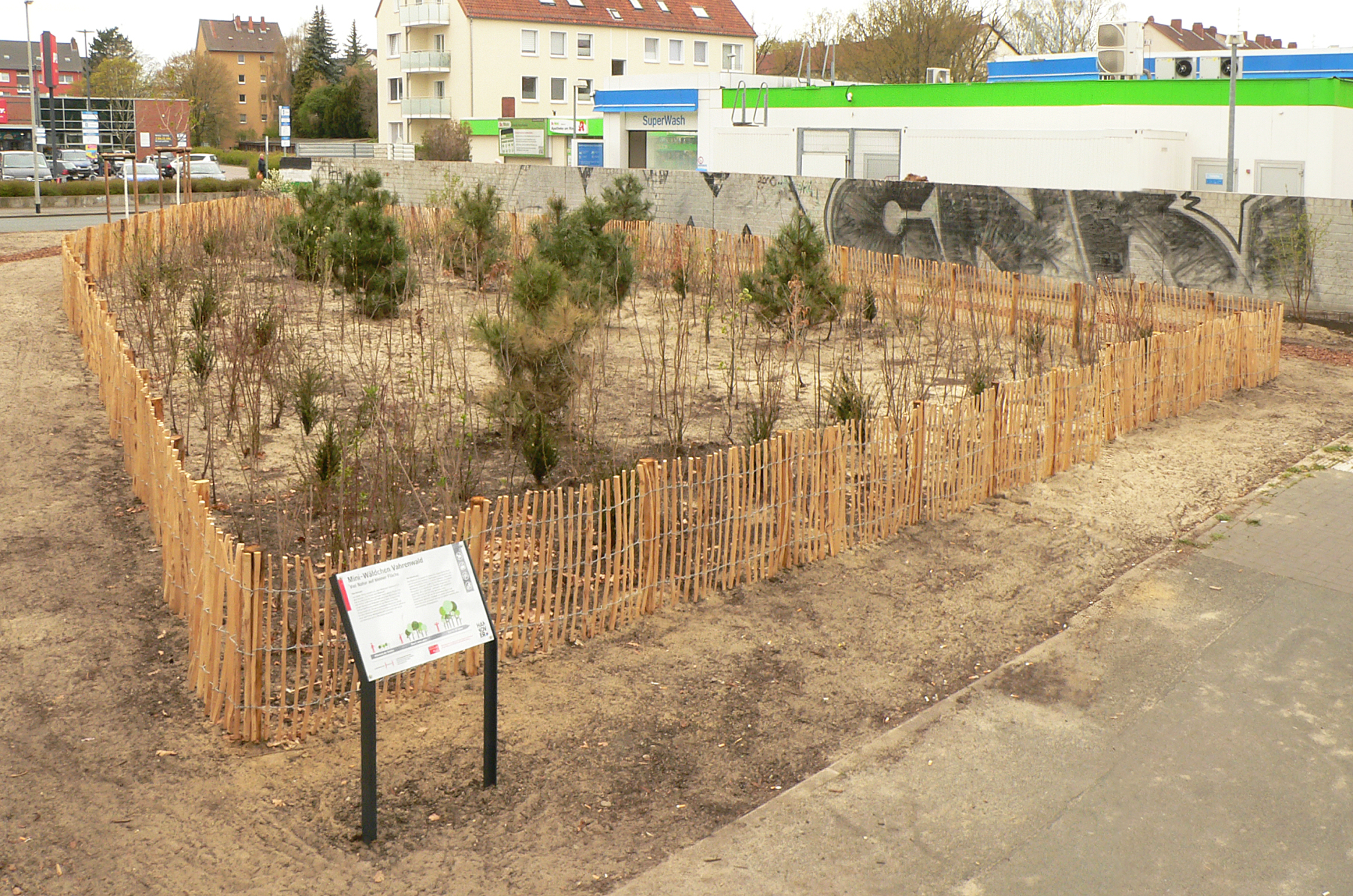
Neu angelegtes „Mini-Wäldchen“ in Hannover-Vahrenwald, 2025

Die ersten Tiny Forests wurden in Asien gepflanzt. In Europa verbreitete sich die Idee ab Mitte der 2010er Jahre zuerst in den Niederlanden und Belgien. Der erste Tiny Forest in Deutschland wurde 2019 auf einer öffentlichen Fläche in Bönningstedt durch den Verein Citizens Forests e. V. angelegt. Der Verein pflanzte auf einer Fläche von 210 m² zusammen 580 Setzlinge heimischer und standorttypischer Baumarten nach der Miyawaki-Methode, unter anderem Erle, Buche, Eiche, Esche und Ahorn. Kurz danach wurde ein weiterer Tiny Forest 2020 in der Uckermark angelegt. Er ist mit 800 m² eine relativ große Anpflanzung und beherbergt 33 heimische Baumarten. Der Verein Citizens Forests e. V. hat innerhalb der ersten drei Jahre seines Bestehens 15 Pflanzungen in ganz Deutschland vorgenommen, wobei die kleinste Fläche ca. 60 Quadratmeter und die größte Fläche in Wedel rund 3400 Quadratmeter umfasst. In Lüneburg wurde 2022 in einem Wohngebiet ein Tiny Forest mit einer Fläche von 140 m² angelegt, in dem rund 700 heimische Stauden, Sträucher und Baumarten gepflanzt wurden.
Insgesamt gibt es derzeit (April 2022) weltweit über 3000 Tiny Forests. Die meisten finden sich in Asien und in Europa, wo sie in den Niederlanden und in  Belgien häufig sind. Auf Tahiti haben Schüler eines Gymnasiums die Idee aufgegriffen und auf ihrem Schulhof einen Mikrowald gepflanzt.

## Miyawaki-Methode
Akira Miyawaki selbst beschreibt für sein Verfahren folgende Schritte:
Zunächst wird für die Region, in der der neue Wald gepflanzt werden soll, die natürliche Waldvegetation und deren Baumarten bestimmt. Miyawaki orientiert sich am Verfahren der potenziellen natürlichen Vegetation, entwickelt durch den deutschen Botaniker Reinhold Tüxen. Nach diesen Vorgaben werden die Baumarten ausgewählt. Da es, insbesondere in tropischen Ländern, schwierig sein kann, geeignetes Pflanzmaterial zu erhalten und eine wurzelechte Pflanzung der meist tiefwurzelnden Bäume schwierig ist, werden diese von Freiwilligen in Pflanztöpfchen herangezogen. Nach Miaywaki ist die richtige Auswahl der Baumarten ganz entscheidend für den Erfolg. Wichtig sei, Bäume der Klimaxvegetation auszuwählen, nicht schnellwachsende, aber kurzlebige Pionierbaumarten. Er selbst umgibt seine Pflanzungen mit einem Waldmantel aus Straucharten. Ist der Boden der ausgewählten Fläche stark degradiert, empfiehlt er, humusreichen Oberboden aufzutragen. Anschließend werden die Baum-Setzlinge von Freiwilligen im dichten Stand ausgepflanzt. Die Flächen zwischen den Setzlingen werden mit Reisstroh gemulcht, um unerwünschte Konkurrenz durch krautige Arten auszuschalten. Dennoch sei es erforderlich, in den ersten drei Jahren Unkraut zu bekämpfen. Die Krautarten werden ausgerissen und an Ort und Stelle als Mulchdecke liegengelassen. Nach drei Jahren sei die Pflanzung von selbst stabil und bräuchte keine Eingriffe mehr.
Die wesentlichen Vorteile seiner Methode sieht Miyawaki darin, dass, im Gegensatz zur spontanen Selbstbegrünung durch selbst einwandernde Gehölze, die natürliche Sukzession stark abgekürzt werden könne. Seine Wälder seien zudem viel stabiler gegen Katastrophenereignisse als Plantagen aus schnellwachsenden, nach ökonomischen Kriterien ausgewählten Forstbaumarten, wie sie in den meisten Ländern für Erstaufforstungen bevorzugt werden.

## Forstliche Grundlagen
Die Anzahl der Waldbäume pro Fläche nimmt in einem Tiny Forest zwangsläufig von selbst ab, wenn der Bestand älter wird, weil die heranwachsenden Bäume mehr Platz brauchen. Wenn dies von selbst abläuft, wird es als Selbstausdünnung des Bestands bezeichnet. Die überwachsenen Bäume erhalten zu wenig Licht und sterben ab. Normalerweise greifen Förster in den heranwachsenden Bestand ein und entnehmen im Rahmen einer Durchforstung gezielt Bäume. Dies ist zum Beispiel notwendig, um Mischbaumarten mit weniger raschem Jugendwachstum im Bestand zu erhalten, die sonst überwachsen und auskonkurriert würden. Es ist durch langjährige Versuche nachgewiesen, dass es eine optimale Stammzahl pro Fläche gibt. Dichter aufwachsende Bestände haben nicht nur weniger Zuwachs, sie sind auch aufgrund der zu kleinen Baumkronen anfälliger gegen Störungen wie Sturmschäden. Zwischen der Anzahl der Bäume (Stammzahl) und ihrem Stammdurchmesser existiert ein fester Zusammenhang (Bestandsdichteregel), der für Forstbäume vom amerikanischen Forstwissenschaftler L.H. Reineke entdeckt wurde. Die Regel wurde später durch eine Arbeitsgruppe um den Pflanzenökologen Kyoji Yoda für Pflanzen ganz allgemein, also auch für krautige Pflanzen bestätigt (Yoda’s law). Es ist unmöglich, die Stammzahl pro Fläche über den jeweiligen (von der Produktivität des Standorts abhängigen) Schwellenwert zu erhöhen. Die erreichbare Bestandsdichte ist in Mischbeständen mit vielen Baumarten höher als in Reinbeständen. Der Kronendurchmesser eines Baums in der Dimension starkes Baumholz liegt in der Größenordnung von etwa 10 Quadratmeter oder darüber. Europäische Baumbestände weisen von Natur aus höchstens zwei-, auf sehr produktiven Standorten mitunter drei vertikale Schichten auf. Die Anzahl der auf einer kleinen Fläche unterzubringenden großen und alten Bäume ist daher begrenzt.

## Kritik
Kritiker wie die niederländische Landschaftsarchitektin Tinka Chabot bezweifeln, dass Tiny Forests auf Dauer gedeihen. Der Platzmangel könnte zu einer Konkurrenz zwischen den Arten führen, was auf Dauer einen Rückgang der zu Beginn sehr hohen Artenvielfalt zur Folge hätte. Dem wird entgegengehalten, dass das Absterben niedriger Sträucher und Kräuter in jedem Ökosystem der Fall sei. Solange die Tiny Forests wüchsen, würden absterbende Bäume wieder durch neue Sträucher ersetzt. Tiny Forests seien kein Wundermittel. Sie können aber als eines von mehreren Elementen dabei helfen, die Städte grüner zu machen und so langfristig mehr Pflanzen und Tiere anzulocken.